# Leksikon Minerva
Leksikon Minerva je konverzacijski leksikon koji je 1936. izdala zagrebačka nakladnička kuća Minerva. Glavni je urednik bio filolog Gustav Šamšalović, a tekstove su napisali mnogi znanstvenici i stručnjaci sa Zagrebačkoga sveučilišta i drugih kulturnih ustanova te iz drugih gradova tadašnje Kraljevine Jugoslavije. Leksikon je imao 792 stranice (numerirani su stupci tako da numeracija ide do 1584), a sadržavao je kratke opise oko 54.000 pojmova, 2297 slika i crteža, 8 zemljovida te 38 tablica.
Leksikon Minerva je najmlađe potpuno leksikografsko djelo na hrvatskome jeziku u statusu javnog dobra, a tako će i ostati do 2034. kada javnim dobrom postaje posljednji svezak prvog izdanja Enciklopedije Leksikografskoga zavoda.